# 6892 Lana
6892 Lana è un asteroide della fascia principale. Scoperto nel 1978, presenta un'orbita caratterizzata da un semiasse maggiore pari a 2,5682092 au e da un'eccentricità di 0,2684450, inclinata di 4,25861° rispetto all'eclittica.
L'asteroide è dedicato allo scienziato italiano Francesco Lana de Terzi.